# Theodor Schwann
Theodor Ambrose Hubert Schwann  (Neuss, 1810. december 7. – Köln, 1882. január 11.) német anatómus és fiziológus, a hisztológia egyik megalapítója. Róla nevezték el az idegrostokat körbevevő Schwann-sejteket. Felfedezte a gyomorban a pepszin emésztőenzimet, és miután Matthias Jacob Schleiden megfogalmazta a növényekre vonatkozó sejtelméletet (miszerint az élő szervezetek sejtekből tevődnek össze), kimutatta, hogy az az állatvilágra is érvényes. Ő használta először a metabolizmus kifejezést az életfolyamatokra.

## Tanulmányai
Theodor Schwann 1810 december 7-én született a Düsseldorf melletti Neussban Leonard Schwann és felesége, Elisabeth Rottels negyedik fiaként. Apja aranyműves volt, később nyomdászként dolgozott.
A középiskolát a kölni jezsuita gimnáziumban végezte. 1829-től osrvostudományt tanult a Bonni Egyetemen, ahol a neves anatómus és fiziológus, Johannes Peter Müller volt a tanára. Ezt követően a würzburgi és berlini egyetemeken folytatta tanulmányait; ekkor már Müller is Berlinben tanított és az ő felügyeletével 1834-ben megkapta orvosi diplomáját. Disszertációját a csirkeembrió légzéséről írta.

## Munkássága
Schawann ezután Müller asszisztenseként dolgozott az egyetem anatómiai és zoológiai múzeumában. Saját kutatásai mellett Müllernek segédkezett, aki ekkor nagy élettani könyvén munkálkodott. Tevékenysége elsősorban az állati szövetek mikroszkópos vizsgálatára irányult, főleg az idegrendszer, az izomszövet és a vérerek érdekelték. Felfedezte, hogy az idegrostokat sejtekből állő hüvely veszi körül, amelyeket 1943-ban az ő tiszteletére Schwann-sejteknek neveztek el.
A gyomor felszínét tanulmányozva rájött, hogy a váladékában lennie kell valamilyen tényezőnek a sósavon kívül, ami elsősegíti az emésztést. 1836-ban sikerült ezt izolálnia és elnevezte pepszinnek.
AZ 1830-as években kísérleteket végzett arra vonatkozóan, hogy létrejöhet-e élet spontán keletkezés útján. Húsleves táptalajt hővel sterilizált levegőnek tett ki, de mikroorganizmusok nem jelentkeztek a táptalajban; ezzel bebizonyította hogy az élet spontán keletkezésének elmélete hamis. Tanulmányozta a mikroorganizmusok szerepét az alkoholos erjedésben és a rothadásban. Felfedezte, hogy az élesztő apró, egysejtű mikroorganizmusokból áll és feltételezte, hogy ezek végzik a fermentálás folyamatát, eredményeit azonban a többi kutató csak egy évtizeddel később fogadta el.
1838-ban barátja, Matthias Schleiden botanikus közzétette tanulmányát a növényi sejtek szerkezetéről és eredetéről. Kijelentette, hogy a növényi szervezetek alapvető egységei a sejtek és új sejtek csak a régi sejtekből (szerinte a sejtmagból) keletkezhetnek. Schwann felvetette, hogy állításai az állatokra is igazak lehetnek. Közös munkával bebizonyították, hogy a sejtelmélet az állavilágra is érvényes. Schwann teóriáját a Mikroskopische Untersuchungen über die Uebereinstimmung in der Struktur und dem Wachsthum der Thiere und Pflanzen (Mikroszkópos vizsgálatok az állatok és növények szerkezetének és növekedésének egyezéseiről) c. könyvében publikálta 1839-ben.
Ugyanebben az évben megkapta az anatómiai katedrát a belgiumi Leuven katolikus egyetemén. Elkötelezett tanár hírében állt, akit szerettek a diákjai. 1848-től a Liège-i Egyetemen oktatott anatómiát. Itt igyekezett kifejleszteni egy légzőkészüléket, amellyel az emberek a légzésre alkalmatlan környezetben is életben maradhattak. Utolsó éveiben a mindig is buzgó katolikus Schwannt inkább teológiai kérdések foglalkoztatták. 1872-ben felhagyott az anatómiaoktatással, 1879-ben pedig végleg visszavonult.
Schwannt nyugodt, visszafogott embernek ismerték, aki soha nem bonyolódott az akadémiai körökben gyakori rivalizálásokba és távol tartotta magát a viszályoktól is. Nem házasodott meg.
Theodor Schwann 1882. január 11-én halt meg Kölnben, agyvérzés következtében, 71 éves korában.

## Elismerései
- 1845: Copley-érem

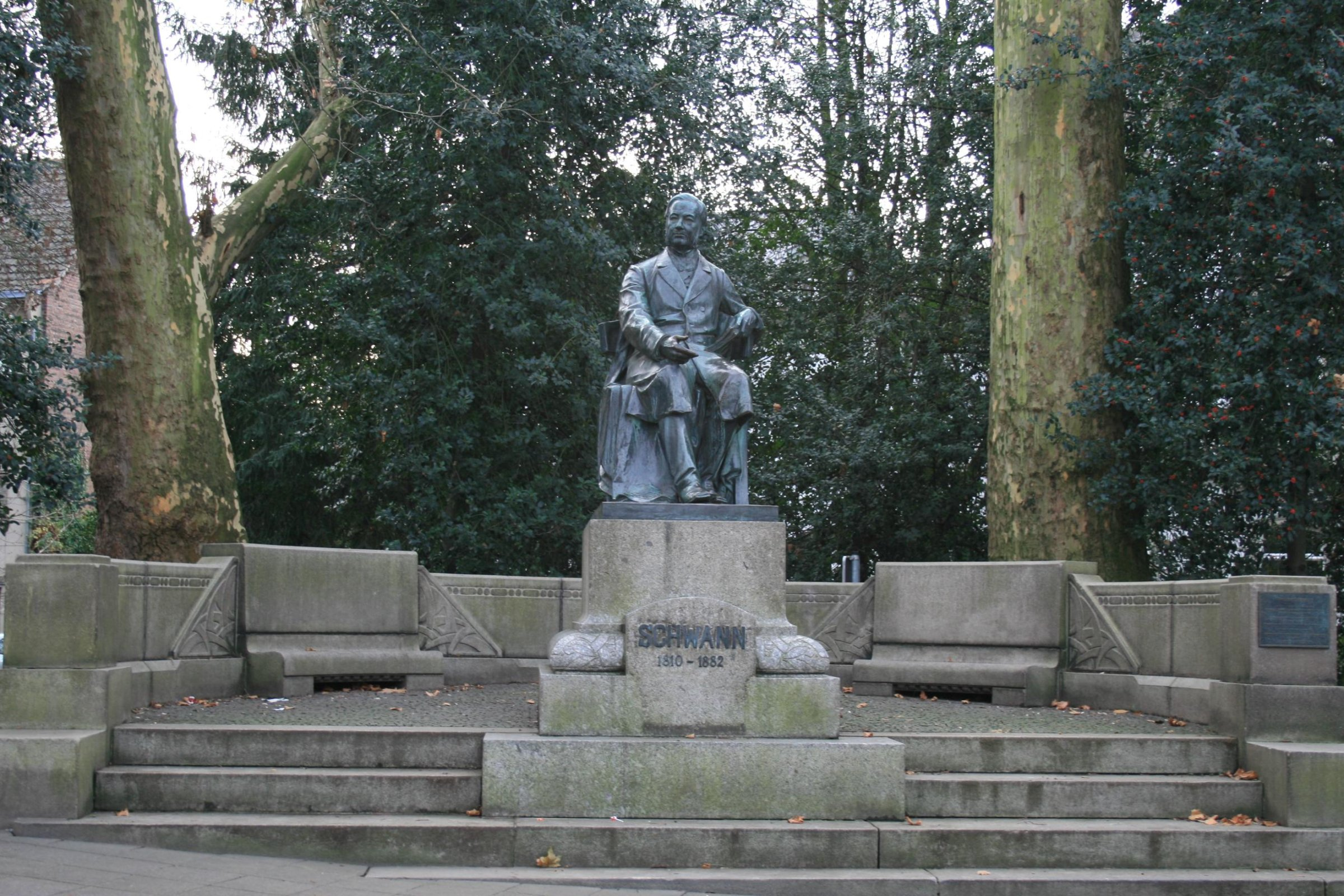
Schwann szobra szülővárosában

- 1849: az Amerikai Művészeti és Tudományos Akadémia tagja
- 1853: a Göttingeni Tudományos Akadémia levelező tagja (1878-tól külső tagja)
- 1854: a Porosz Tudományos Akadémia levelező tagja.
- 1875: Pour le Mérite a tudományokért és a művészetekért.
- 1876: a Bajor Tudományos Akadémia külső tagja.
- 1879: a brit Királyi Társaság külső tagja
- 1879: a francia Tudományos Akadémia levelező tagja